# Adriano Angeloni
Adriano Angeloni (Frascati, 31 januari 1983) is een Italiaans wielrenner.

## Carrière
Adriano Angeloni werd in 2005 Italiaans kampioen op de weg bij de beloften. In 2007 behaalde Angeloni zijn eerste UCI-zege door de Giro del Medio Brenta te winnen. In 2010 zegevierde hij in de Trophée de la Maison Royale.

## Overwinningen
2005
- Italiaans kampioen op de weg, Beloften
- Gran Premio Città di Montegranaro (wedstrijd voor beloften en amateurs)
- Trophée Rigoberto Lamonica (wedstrijd voor beloften en amateurs)

2007
- Giro del Medio Brenta (UCI 1.2)

2010
- Challenge du Prince - Trophée de la Maison Royale (UCI 1.2)